# Словари китайского языка
В данном списке представлены наиболее фундаментальные словари китайского языка.

## Словари на китайском языке

### Древнекитайские
- Эръя 尔雅 «Приближение к классике» (III—II век до н. э.) [1]
- Фан янь 方言 «Местные слова» (первый словарь диалектной лексики). Западная Хань (西漢) (206 — 9 год до н. э.), предполагаемый автор — Ян Сюн (楊雄, 53 г. до н. э. — 18 г. н. э.). Более 9000 иероглифов. Полное название 《輶軒使者絕代語釋別國方言》[2]
- Шовэнь цзецзы  说文解字 (Сюй Шэнь, дин. Хань) [3] [4]. Словарь вычленяет из массы иероглифов 540 опорных компонентов бушоу 部首 (ключей/радикалов) и описывает шесть способов интерпретации иероглифов. Согласно автору, Шовэнь рассматривает значение 9 353 иероглифов, а также 1 163 графический вариант их написания.

### Словари позднеимперского периода
- Цзыхуэй[англ.] 字彙/字汇 (автор Мэй Инцзо 梅膺祚), 1615 - упрощает систему Сюй Шэня до 214 ключей и содержит 33 179 иероглифов. Дополнение к Цзыхуэй, Чжэнцзытун 正字通, выходит в 1627. На его основе готовится
- Канси цзыдянь 康熙字典 （1716 г., 47021 иероглиф). [5]

### Современные китайские словари иероглифов (цзыдянь 字典)
- Синьхуа цзыдянь 新华字典 (издаётся с 1953 года, в 2004 году вышло десятое издание)
- Чжунхуа дацзыдянь 中华大字典
- Ханьюй дацзыдянь 漢語大字典 (1986-1990, 54678 иероглифов, 2-е издание: 2010, 60 370 иероглифов)
- Чжунхуа цзыхай (1994, 85568 иероглифов)

### Современные китайские словари слов (цыдянь 词典)
- Гоюй цыдянь 国语词典
- Сяньдай ханьюй цыдянь 现代汉语词典 (история публикации восходит к тестовому изданию 1960 года, в 2016 году вышло 7-е издание; 6-е издание содержало 69 000 словарных статей; тираж 570-й допечатки тиража 7-го издания — 100 тыс. экз.)[Комм. 1].
- Ханьюй дацыдянь — 汉语大词典 (Большой словарь китайского языка) / Гл. ред. Ло Чжуфэн (罗竹风). Т. 1-12. Шанхай, 1986—1993 [6].
- Цыюань 辞源 «Источник слов». Первое издание 1915 г.
- Цыхай 辞海 «Море слов». Первое издание 1936 г. В мае 2021 запущена онлайн-версия "Cihai" (седьмое издание)[7], разработанная и созданная Shanghai Century Publishing Group и Shanghai Lexicographic Publishing House. 130 000 статей и 23,5 миллиона слов с полным содержанием, усовершенствованными методами цифрового поиска, созданными ассоциациями участников и созданием мульти -уровневая карта знаний, добавленный список слов и голосовое дублирование, стандартизированный порядок штрихов и происхождение китайских иероглифов, а также каллиграфия. Сайт cihai.com.cn/index сделан исключительно для китайцев. Доступ к полным статьям возможен лишь после регистрации по телефону с китайским номером.
- Чжунвэнь да цыдянь 中文大辭典 Большой словарь китайского языка в 38 томах и приложения в двух томах. Тайбэй, 1962—1968

## Китайско-русские и русско-китайские словари

### Российские дореволюционные
- Китайско-русский словарь, составлен бывшим начальником Пекинской духовной миссии архимандритом Палладием и ст. драгоман, имп. диплом, миссии в Пекине П. С. Поповым. Т. 1-2. Пекин, тип, Тун-Вэн-Гуань, 1888. (количество иероглифов 11686)
- Русско-китайский словарь П. С. Попова (первое издание 1888; второе переработанное 1896; третье 1900)
- Полный китайско-русский словарь составленный по словарям: Чжайльса, Архимандрита Палладия (П. С. Попова) и другим, под редакцией Епископа Иннокентия. В двух томах. Пекин, 1909. (количество иероглифов 16845)

### Советские
В 1960 году на этапе подготовки первого тома 4-х томного Большого словаря китайского языка был издан рабочий макет словаря («Большой китайско-русский словарь (макет)»), который на нескольких страницах содержит описание особенностей запланированного словаря и образец самого текста словаря (начиная с иероглифа 工 - работа, труд). Но до реализации этого плана прошло более двух десятилетий.
Большой китайско-русский словарь был издан в Москве в 1983—1984 гг. Составлен коллективом китаистов под руководством и редакцией проф. И. М. Ошанина. Выпущен издательством «Наука», ответственны за издание Академия наук СССР и Институт востоковедения. Тираж — 16 000 экземпляров. Содержит 15 505 пронумерованных иероглифов (в их число не входят добавленные иероглифы в конце последнего тома, которые не отражены в указателях словаря) и около 250 000 слов и выражений. Иероглифы располагаются в словаре по русской графической системе Васильева—Пещурова—Розенберга—Колоколова. Кроме того, в конце первого тома помещены ключевой указатель и фонетический указатель иероглифов, что делает возможным поиск в словаре по ключу иероглифа и произношению иероглифа.

### Российские современные
После распада СССР изданий фундаментального характера не предпринималось.

### Китайские
В Китае в 2009 году также вышел «Большой китайско-русский словарь» (кит. упр. 汉俄大词典, ISBN 9787544606608), составленный под редакцией профессора Шанхайского университета иностранных языков Гу Болиня (кит. упр. 顾柏林, 1932—2014), и содержащий 120 000 словарных статей.

## Словари на других языках
- Большой китайско-японский словарь Тэцудзи Морохаси в 12 томах и одном томе приложений. Токио, 1955—1960